# 마를렌 하우스호퍼
마를렌 하우스호퍼(독일어: Marlen Haushofer, 1920년 4월 11일~1970년 3월 21일)는 오스트리아의 작가이다.

## 생애 및 평가
북부 오스트리아 프라우엔슈타인에서 삼림감독원의 딸로 태어났다. 린츠에서 가톨릭 김나지움을 다니다 건강 문제로 학업을 중단했다. 1939년 대학입학 자격시험을 치르고 비엔나 대학과 그라츠 대학에서 독일 문학을 공부했다. 1941년 치과의사였던 만프레트 하우스호퍼와 결혼했고, 남편을 도와 병원 일을 돌보는 틈틈이 오스트리아와 신문에 잡지에 작품을 발표했다. 1950년 이혼했다가 8년 뒤 전남편과 재결합했다.
1952년 마릴리라는 여자아이의 성정체성 갈등을 그린 단편 <다섯 살>로 본격적인 작품 활동을 시작했고, 이후 장편 <한 줌의 삶>(1955), <비밀문>(1956), <우리가 죽인 슈텔라>(1958) 등 남성 중심의 가부장적 사회에서 소외받는 여성 문제를 심도 있게 다룬 작품을 발표하여 화제를 불러일으켰다. 1963년 지구상에 혼자 살아남은 한 여자의 2년여의 기록을 그린 장편 <벽>을 발표함으로써 잉게보르크 바흐만과 더불어 오스트리아 여성 문학을 대표하는 작가의 반열에 올랐다. 이 밖에 방속극과 동화 등 여러 장르에 걸쳐 다양한 작품을 선보였고, 푀르더 문학상, 테오도르 쾨너 문학기금, 아르투어 슈니츨러 문학상, 오스트리아 문학상 등을 받았다. 1970년 골수암으로 투병하다 비엔나에서 생을 마감했다.
1980년대 초 핵전쟁에 대한 위기의식과 독일을 중심으로 한 여성 문학 붐에 힘입어 <벽>이 재조명 받으면서 전세계적으로 '하우스호퍼 르네상스'가 일어났다.

## 주요 저서
- A Handful of Life (1955)
- We Murder Stella (1958, novella)
- The Wall (1963, translated into English 1990)
- Terrible Faithfulness (1968, short stories)
- The Loft (1969, translated into English 2011)[6]
- The Attic (1969)
- Nowhere Ending Sky (1966, translated into English 2013)